# جيمس هارفي لوغان
جيمس هارفي لوغان (بالإنجليزية: James Harvey Logan)‏ هو  ومحامي وقاضي أمريكي، ولد في 8 ديسمبر 1841 في Rockville, Indiana ‏ في الولايات المتحدة، وتوفي في 16 يوليو 1928 في أوكلاند في الولايات المتحدة.